# Giulia Salzano
Santa Giulia Salzano (13 de outubro de 1846 - 17 de maio de 1929) foi uma religiosa católica romana italiana e fundadora das Irmãs Catequéticas do Sagrado Coração de Jesus (1905). Salzano serviu como professora antes de se tornar religiosa e, desde 1865, trabalhou em Casoria como professora para crianças, onde se demonstrou catequista e instrutora.
A causa da santidade de Salzano foi aberta em 4 de abril de 1974 sob o Papa Paulo VI e foi intitulada Serva de Deus, enquanto o Papa João Paulo II a intitulou como Venerável em 23 de abril de 2002 e a beatificou também em 27 de abril de 2003. O Papa Bento XVI a canonizou como santa na Praça de São Pedro em 17 de outubro de 2010.

## Vida
Giulia Salzano nasceu em Santa Maria Capua Vetere, em Caserta, em 13 de outubro de 1846, como o quarto de sete filhos de Diego Salzano e Adelaide Valentino; ela foi batizada no mesmo dia. Sua mãe era descendente de Santo Afonso Maria de Ligório . Seu pai - um capitão dos lanceiros do rei Fernando II - morreu em 1850 e sua mãe não teve dinheiro para criar todos os filhos, então enviou Salzano a um orfanato.
As Irmãs da Caridade a educaram e a criaram no orfanato de Santa Maria delle Grazie, em San Nicola la Strada, desde novembro de 1850, quando ela foi admitida até 1861, quando voltou para casa. Salzano fez sua primeira comunhão em 8 de dezembro de 1854 e recebeu sua confirmação em 1860. Em algum momento por esse ponto, ela fez um voto particular a Deus de permanecer casto. Ela se formou em Caserta, onde recebeu um diploma de professor em 1865, enquanto sua primeira missão não demorou muito tempo depois disso, em outubro. Salzano serviu como professor e catequista em Casoria e ficou conhecido por ser um catequista e educador religioso. Também era amiga íntima e colaboradora de Santa Caterina Volpicelli e entrou em contato com ela por sugestão do cardeal arcebispo de Nápoles, Sisto Riario Sforza.
Em 1882, ela começou a ter a noção de talvez tornar-se freira e isso se intensificou quando começou a estabelecer as bases para uma nova congregação religiosa dedicada à catequese e à educação. Dois padres de sua região ofereceram sua contribuição, assim como São Ludovico de Casoria.
Em 21 de novembro de 1905, ela fundou as Irmãs Catequéticas do Sagrado Coração de Jesus e assumiu seu hábito; recebeu a aprovação diocesana do cardeal Giuseppe Antonio Ermenegildo Prisco em 12 de agosto de 1920 e a aprovação papal do Papa João XXIII em 19 de março de 1960 (após sua morte). Salzano ficou conhecido por sua devoção pessoal à Madona e encorajou outras pessoas a se dedicarem a ela e ao Sagrado Coração de Jesus. Suas fraquezas mais tarde na vida começariam a dificultar seus ensinamentos e ela começou a receber uma pensão em 19 de março de 1890 por causa disso.
Salzano morreu ao amanhecer em 17 de maio de 1929. Na manhã anterior, ela se encontrou com 100 crianças se preparando para a Primeira Comunhão. Seus restos mortais foram alojados na casa-mãe da ordem em Casoria, na Piazza Giovanni Pisa 20.

## Santidade
A causa de beatificação começou em Nápoles, em um processo informativo - para a coleta de documentação e interrogatórios - que o cardeal Alessio Ascalesi inaugurou em 29 de janeiro de 1937 e que o cardeal Marcello Mimmi fechou em 1954, enquanto todos os seus escritos receberam a aprovação total de um conselho de teólogos que considerou que seus escritos espirituais estavam alinhados com a doutrina oficial. A introdução formal à causa ocorreu sob o Papa Paulo VI em 4 de abril de 1974, na qual ela foi intitulada Serva de Deus, enquanto um processo apostólico foi realizado posteriormente em abril de 1977 em Nápoles, sob o cardeal Corrado Ursi. A Congregação para as Causas dos Santos validou esses dois processos em 12 de julho de 1991 enquanto recebia o dossiê oficial de Positio da postulação em 1994.
Os teólogos emitiram sua aprovação para a causa em uma reunião em 29 de janeiro de 2002, enquanto os próprios C.C.S. também emitiram sua aprovação em 5 de março de 2002. O Papa João Paulo II declarou Salzano Venerável em 23 de abril de 2002, depois de confirmar que a freira havia vivido uma vida cristã modelo de virtude heróica. O processo de um milagre atribuído a ela foi aberto na diocese de sua origem e foi encerrado em 1995 antes de ser validado em Roma, em 11 de dezembro de 1995; recebeu a aprovação de um conselho médico em 14 de março de 2002. O congresso de teólogos se reuniu pouco tempo depois em 6 de setembro de 2002 e aprovou esse milagre, enquanto a C.C.S. também aprovou em 5 de novembro de 2002. Isso levou João Paulo II a dar sua aprovação final - e também à beatificação dela - em 20 de dezembro de 2002, e mais tarde beatificou Salzano na Praça de São Pedro em 27 de abril de 2003.
O processo para o segundo milagre atribuído a ela e necessário para a santidade durou de 21 de junho a 21 de dezembro de 2007, quando todos os documentos foram enviados em caixas para Roma e posteriormente validados em 25 de janeiro de 2008. O conselho médico votou a favor desse milagre em 13 de novembro de 2008, assim como os teólogos em 15 de setembro de 2009 e o C.C.S. em 1 de dezembro de 2009. O Papa Bento XVI aprovou esse segundo milagre em 19 de dezembro de 2009 e canonizou Salzano como um santo da Igreja Católica Romana na Praça de São Pedro em 17 de outubro de 2010. O papa falou às multidões e disse: "Que o exemplo e a intercessão de Santa Giulia Salzano sustentem a igreja em sua tarefa perene de anunciar Cristo e formar autênticas consciências cristãs".